# Biserica Sfântul Mina din București
Biserica „Sfântul Mina” din București este un monument istoric aflat pe teritoriul municipiului București.
Biserica a fost zidita de catre boierul Vergu și Ancuța Doamna. Acest Vergu era un boier, pe care Constantin Brancoveanu il intrebuinta in cele mai grele afaceri diplomatice la Constantinopol si care poate a contribuit să se ridice aceasta biserica unde se gaseste astazi, fiind si el locuitor in aceasta parte a Bucurestiului.

## Galerie

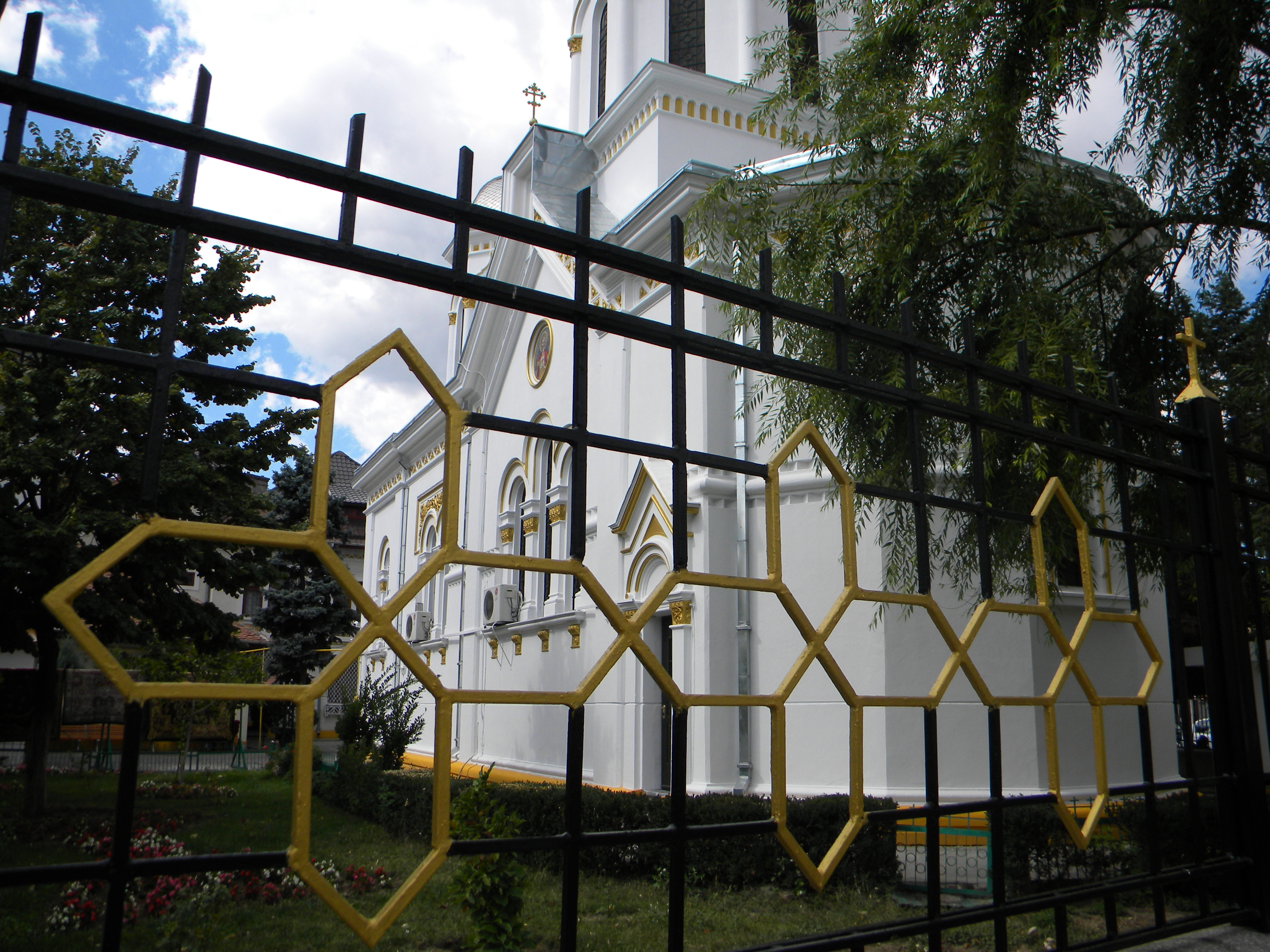
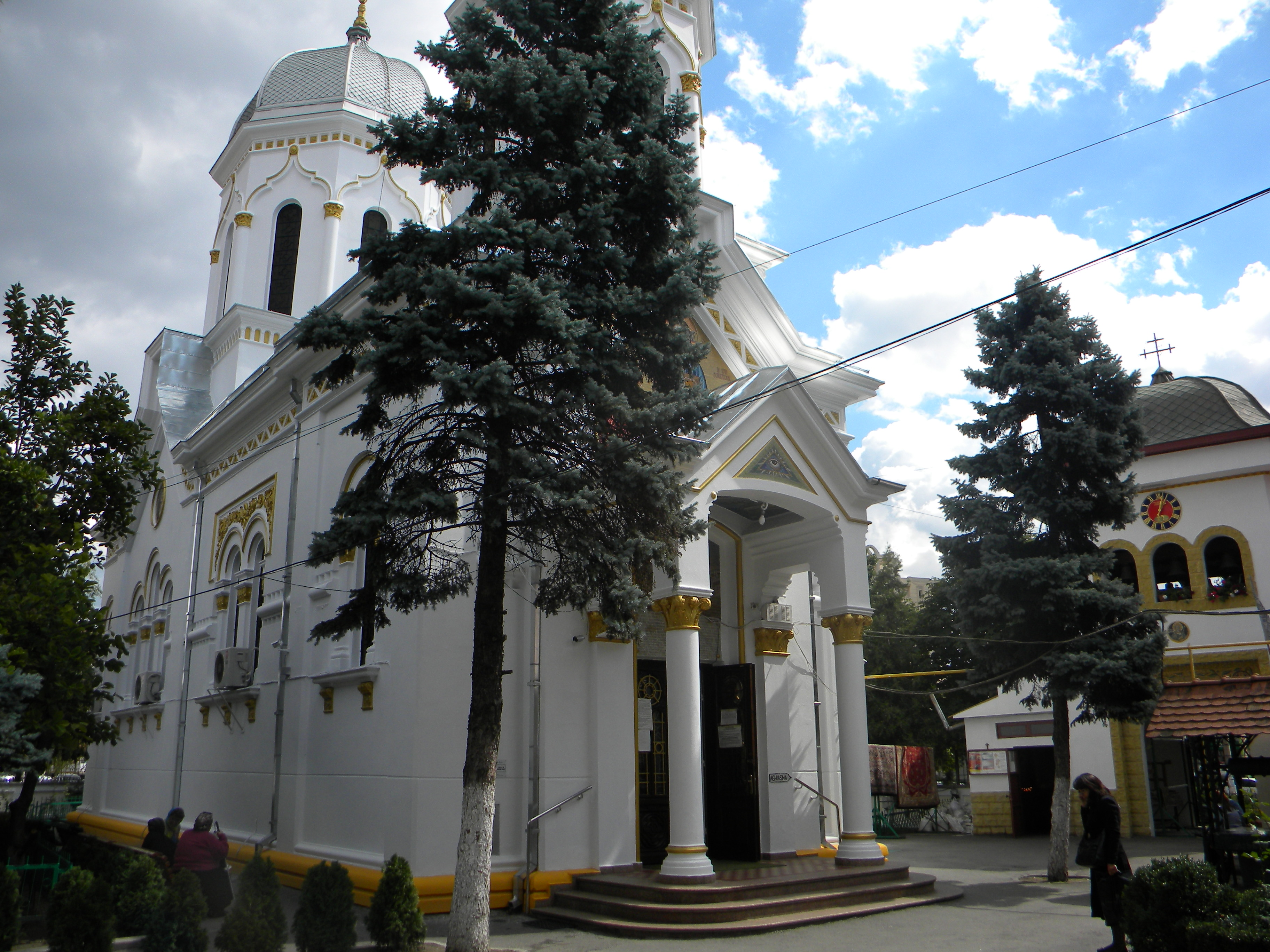
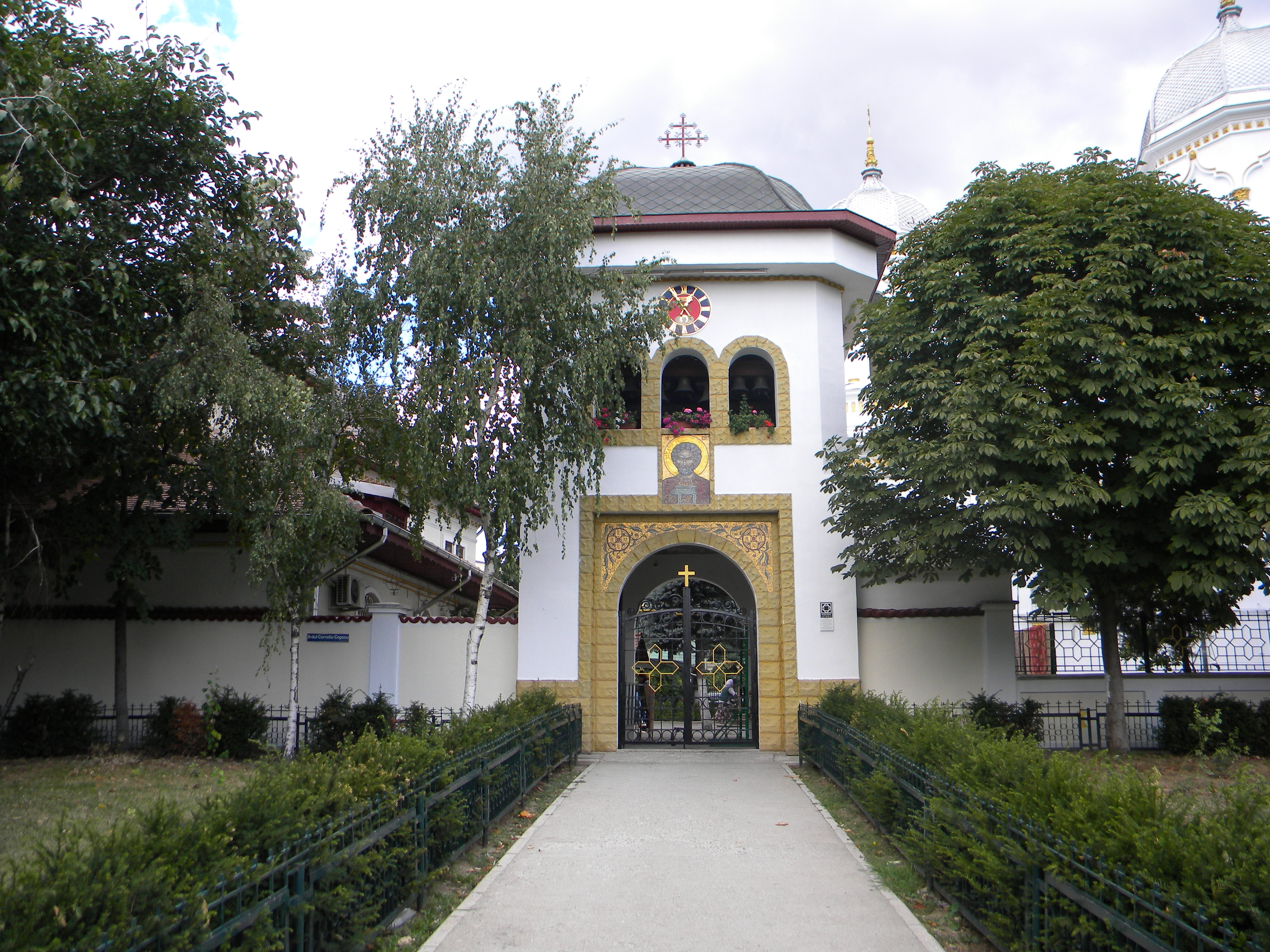
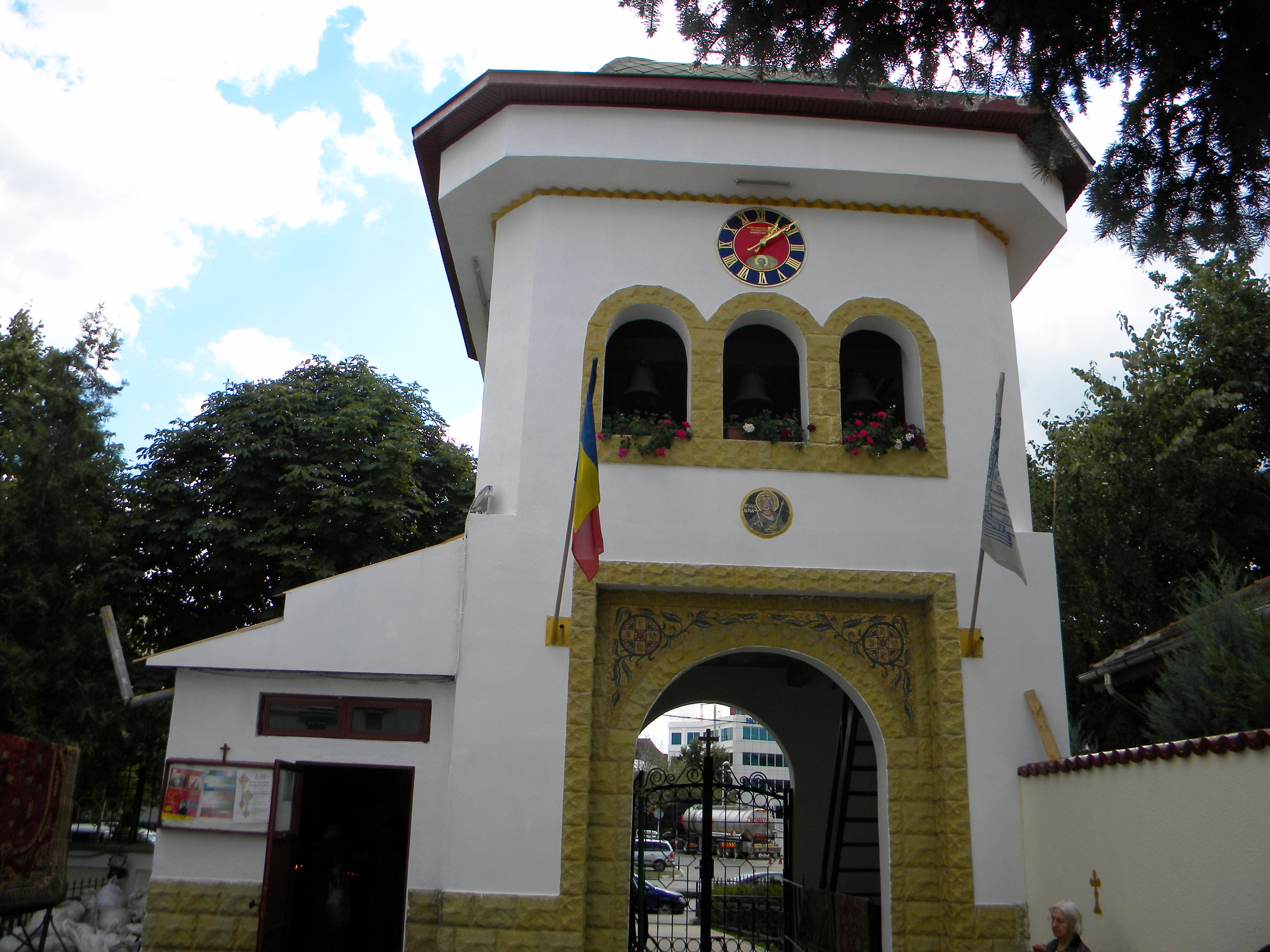
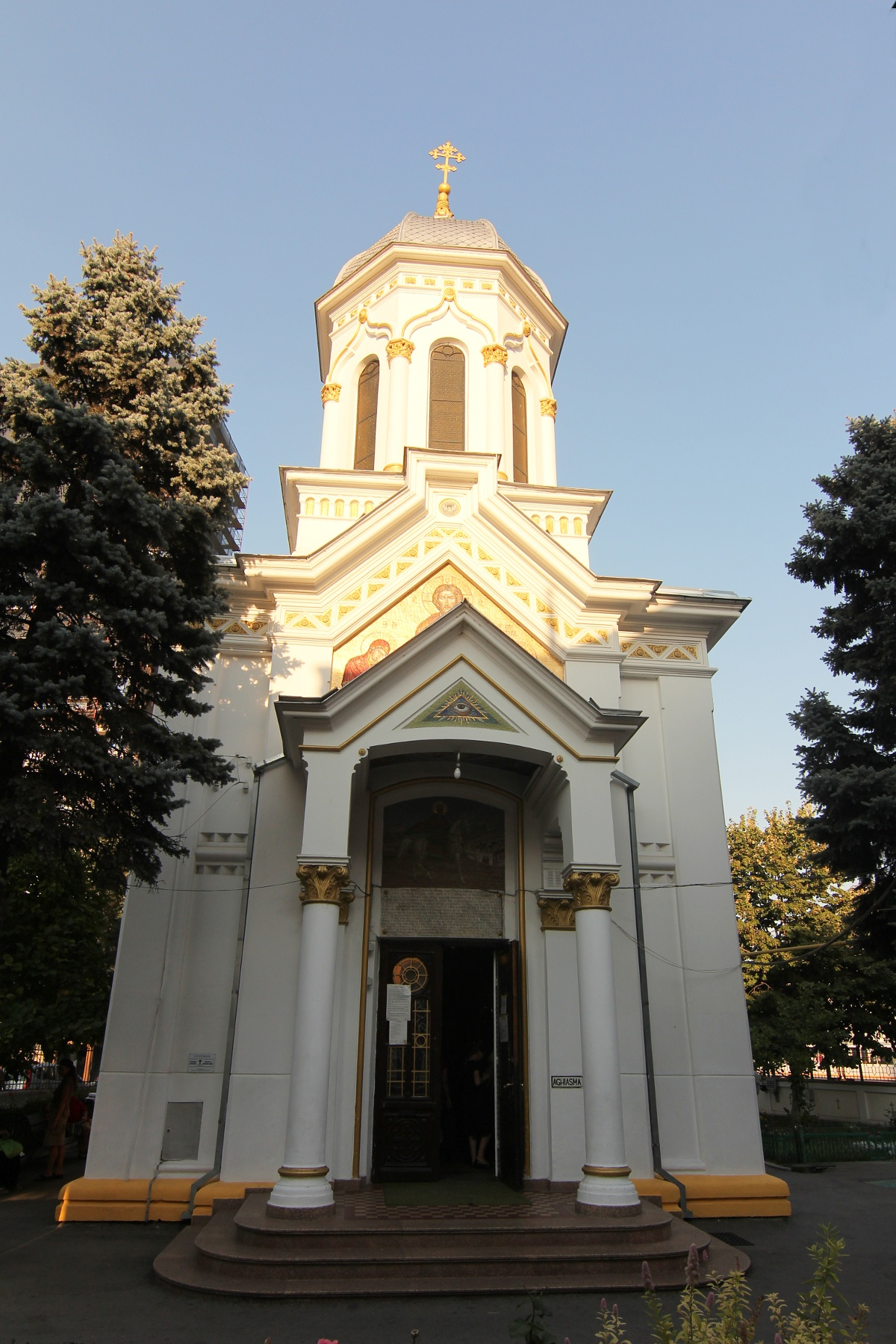
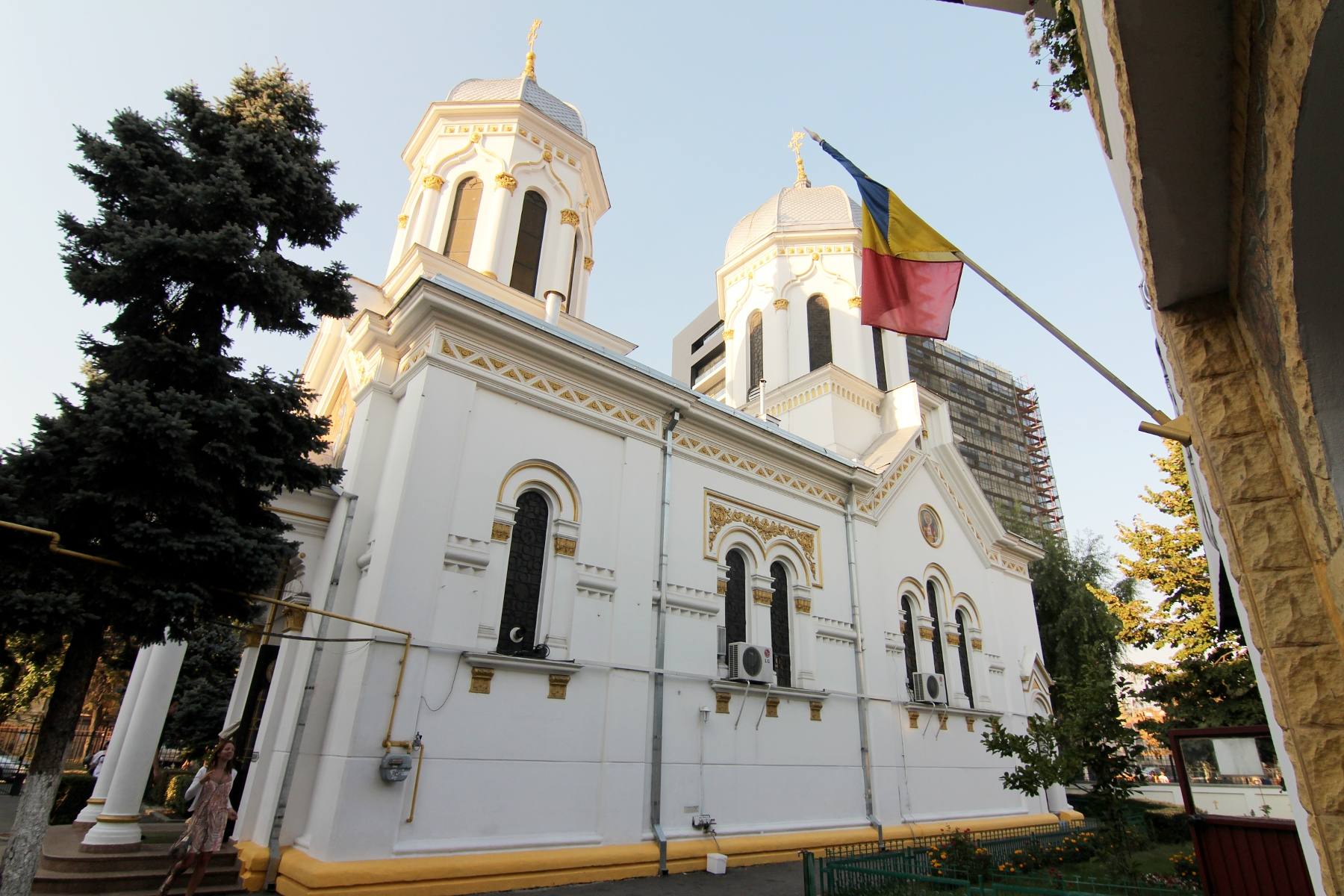
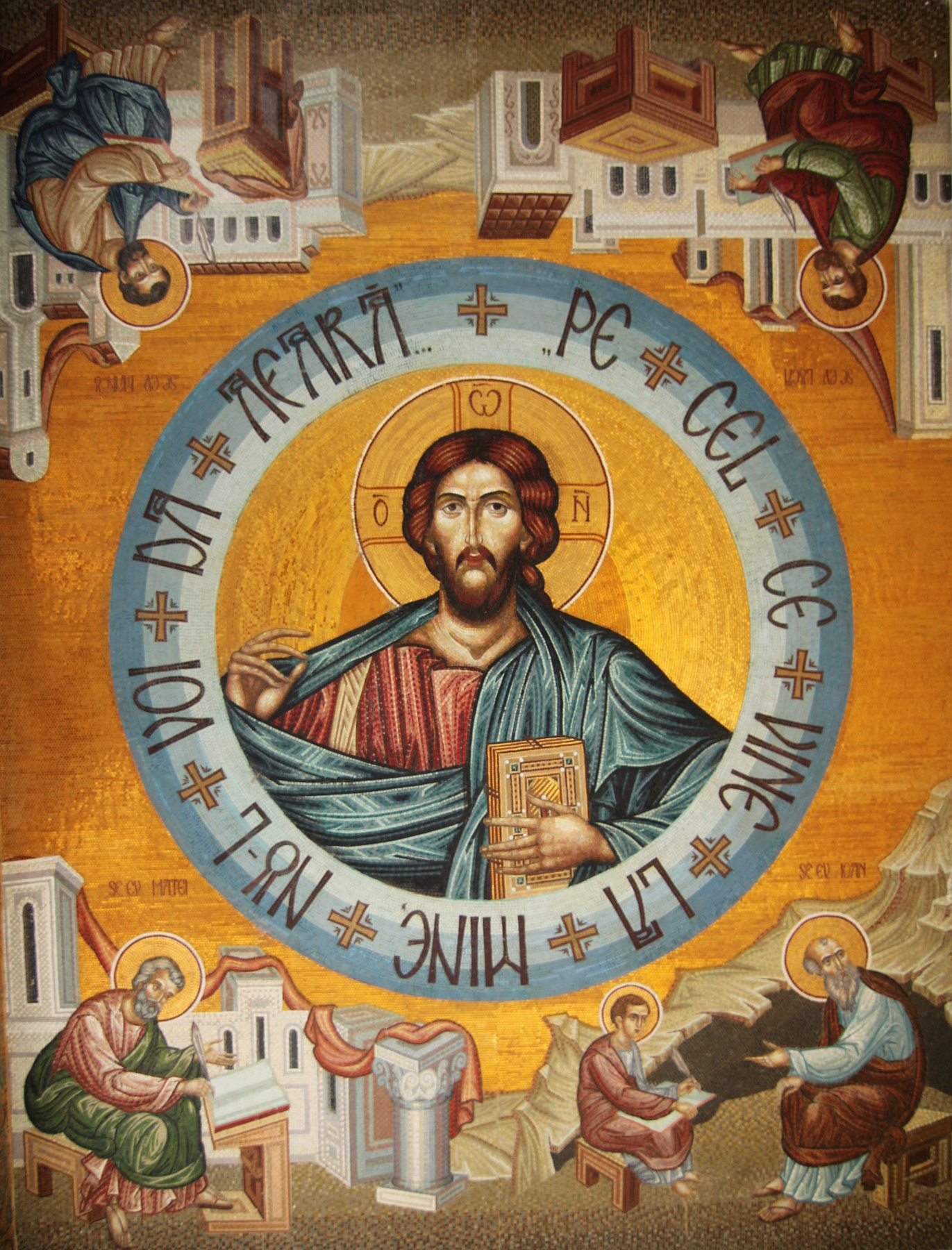
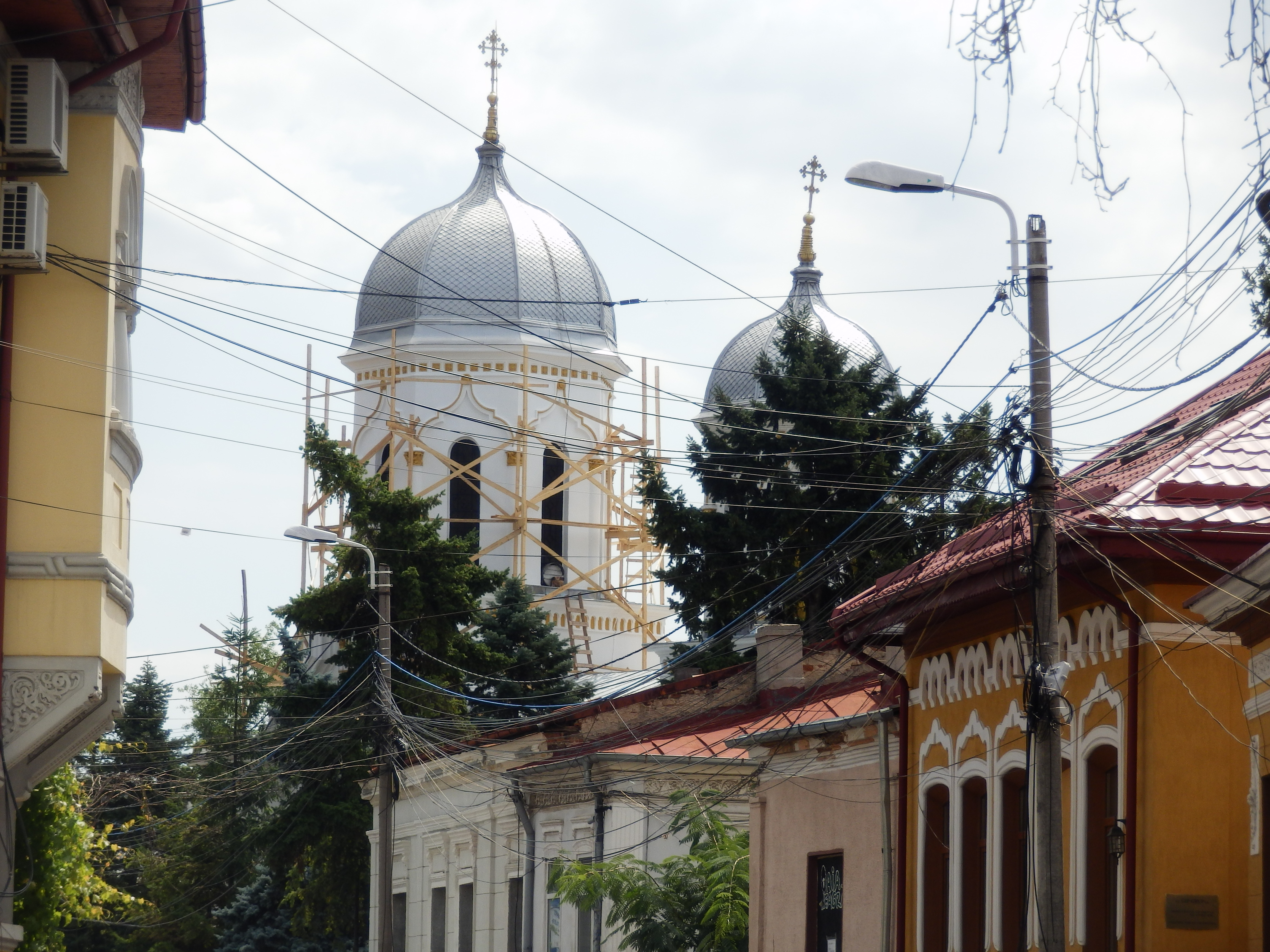